# Кирибатски език
Кирибатският език (Kiribati) е австронезийски език, основен език в държавата Кирибати.
Говорен се от около 67 000 души – главно в Кирибати, но също и във Фиджи и други страни в Океания.